# マヌエル・ロンバルド
マヌエル・ロンバルド（Manuel Lombardo、1998年12月4日 - ）は、イタリア出身の柔道家。階級は66kg級、73kg級。身長173cm。

## 経歴
2015年のヨーロッパカデ60kg級で優勝すると、ヨーロッパユースオリンピックフェスティバルでは2位だった。2016年のヨーロッパジュニアでは3位だった。2017年には階級を66kg級に上げると、世界ジュニアで5位だった。2018年には地中海競技大会で優勝した。さらにはヨーロッパジュニアと世界ジュニアでも優勝を飾った。2019年にはグランプリ・テルアビブでIJFワールド柔道ツアー初優勝を果たした。続くグランドスラム・パリでは、2回戦で世界チャンピオンの日本の阿部一二三から肩車で技ありを2つ取って一本勝ちする金星を挙げるも、その後敗れて5位にとどまった。なお、ロンバルドはイタリア代表チームのゼネラルマネージャーでもある村上清が秘密兵器と考えていた。世界選手権では準々決勝でモルドバのデニス・ビエルの腕挫十字固で敗れ、その後の3位決定戦で日本の阿部と対戦すると、GSに入ってから一本背負投を返して一旦は一本を取ったもののなぜか取り消されると、その直後に釣腰で敗れて5位にとどまった。周囲からすれば、あれは一本だったという声もあるがこの結果をロンバルドも受け入れており、この敗戦が自分をさらに強くすると考えるようにしている。グランドスラム・ブラジリアでは2位だったが、グランドスラム・アブダビでは優勝した。ワールドマスターズでも優勝を飾った。なお、ヨーロッパ選手権、世界選手権、オリンピックの3大会のみがロンバルドにとって真に意味のあるものだという。2021年のヨーロッパ選手権では優勝した。世界選手権では決勝で丸山城志郎に巴投げの技ありで敗れるも2位となった。7月に日本武道館で開催された東京オリンピックでは5位だった。その後、階級を73kg級に上げると2022年のグランドスラム・アンタルヤでは2位となった。2023年の世界選手権では決勝まで進むも、スイスのニルス・シュトゥンプにダイビングの反則負けを喫して2位だった。2024年にはグランドスラム・タシケントとグランドスラム・アスタナで優勝した。パリオリンピックでは5位だった。
IJF世界ランキングは5602ポイント獲得で1位（25/6/2現在）。

## 主な戦績
60kg級での戦績
- 2015年 - ヨーロッパカデ 優勝
- 2015年 - ヨーロッパユースオリンピックフェスティバル 2位
- 2016年 - ヨーロッパジュニア 3位

66kg級での戦績
- 2017年 - 世界ジュニア 5位
- 2018年 - 地中海競技大会 優勝
- 2018年 - ヨーロッパジュニア 優勝
- 2018年 - 世界ジュニア 優勝
- 2019年 - グランプリ・テルアビブ 優勝
- 2019年 - グランドスラム・パリ 5位
- 2019年 - 世界選手権 5位
- 2019年 - グランドスラム・ブラジリア 2位
- 2019年 -　グランドスラム・アブダビ 優勝
- 2019年 -　ワールドマスターズ 優勝
- 2021年 -　ヨーロッパ選手権 優勝
- 2021年 -　世界選手権 2位
- 2021年 -　東京オリンピック 5位

73kg級での戦績
- 2022年 -　グランドスラム・アンタルヤ 2位
- 2022年 -　グランドスラム・トビリシ 5位
- 2022年 -　グランプリ・ザグレブ 優勝
- 2023年 -　グランドスラム・アンタルヤ 優勝
- 2023年 -　世界選手権　2位
- 2023年 -　グランドスラム・東京　3位
- 2023年 -　ヨーロッパオープン選手権 2位
- 2024年 -　グランドスラム・タシケント　優勝
- 2024年 - グランドスラム・アスタナ　優勝
- 2024年 - パリオリンピック　5位
- 2025年 - ヨーロッパ選手権　2位
- 2025年 - 世界選手権　5位

（出典、JudoInside.com）